# هواپیمای هیگینز
هواپیمای هیگینز (به انگلیسی: Higgins Aircraft) یکی از شرکت های تابعه صنایع هیگینز بود که برای ساخت هواپیما در طول جنگ جهانی دوم راه اندازی شد. این شرکت مواد جنگی را در کارخانه مونتاژ میشو در شمال شرقی نیواورلئان تولید می‌کرد.
قرارداد ساخت هواپیمای سی-۷۶ کاراوان و بعداً کورتیس سی-۴۶ کماندو منعقد شد، اما هر دو قرارداد در مراحل اولیه لغو شدند و این شرکت موفق شد تنها دو C-46A را تکمیل کند. قبل از اینکه دولت مجموعه کارخانه را به تصرف خود درآورد، هیگینز موفق شد یک هلیکوپتر با طراحی اولیه را در سال ۱۹۴۶ به پایان برساند. مجموعه کارخانه هیگینز متعاقباً تقسیم شد و در حراج فروخته شد.